# ユース (チェーンストア)
株式会社ユース（YOUTH CO.,LTD.） は、福井県を中心にスーパーマーケットを店舗展開していた企業。2005年以降はバローの連結子会社。北陸地方の食品スーパーマーケットチェーンとしては年商が最も大きかった（2004年度）。

## 概要
豊臣時代に加藤清正の依頼で北野天満宮に奉納する鏡を作ったことで知られ、越前藩主となった結城秀康のお国入りに同行して、藩の鏡師となったことから福井に拠点を移した木瀬浄阿弥が元祖で、明治初期に福井市田原町に海産物問屋を開いたのが始まりである。
1928年（昭和3年）に福井駅前通りが完成してだるまや百貨店が開業した際に、その向かい側に木瀬ひろが「かゞみや」の屋号で福井県内の海産物や塩乾物などを扱う小売店を開業した。
しかし、第2次世界大戦で事業を休止した。
戦後の1945年（昭和20年）に、木瀬すてが焼け跡の日ノ出町商店街で「かゞみや分店」として進物と日常食料品を販売する事業を始めた。
この戦後の店舗を始めた当初から「かゞみや」としての信用があったことから、代金後払いでの仕入れを行うことが可能となっていた。
1953年（昭和28年）8月に福井駅前の元町に進出して3階建てのビルを開設して支店を開設した。
この駅前進出時には、借入金の返済の為に旧店舗を売却している。
そして、同年10月1日に「株式会社かゞみや」を設立して法人化し、初代社長に木瀬すてが就任し、木瀬矩道が専務取締役に就任した。
なお、「かゞみや本店」は、木瀬矩道の弟の木瀬宏が運営を継承していた。
既存店舗の斜め向かい側に日常食料品部門を分離して独立させる際に手狭なことからセルフサービス方式を導入し、「かゞみやフードセンター」としてスーパーマーケットを1961年（昭和36年）8月11日に開業した。
そして、1963年（昭和38年）にスーパーマーケットの名称を一般公募して、「若さ・元気・青年」を意味する英語のyouthから「ユース」とした。
同年9月4日に「ユース」1号店として「ユース北店」を開店した。
その後も、進物店と惣菜店は「かゞみや」として営業を続けた。
そして、1967年（昭和42年）10月に事業構造の違いなどから、「株式会社かゞみや」を進物部門として、「かゞみやフードセンター」を「木瀬産業」、食品スーパー部門を「株式会社ユース」として各々分離独立させた。
食料品店は身近にあるべきという考えから、創業当初は徒歩10分を商圏とする店舗展開を行っていたが、1973年（昭和48年）からはモータリゼーションの進展を考慮して郊外型大型店の出店に軸足を移した。
1976年（昭和51年）からは台所用品や実用衣料も販売する大型店「オレンジ」を出店して食料品専業からの脱却を図った。
しかし、大規模小売店舗法が施行されて大型店の出店が困難になったことから、1980年（昭和55年）からはミニスーパーの「ライフ」の出店を進めた。
1990年（平成2年）3月に「ファミリーマート」や「西武北陸」と合弁でエリアフランチャイザーの「北陸ファミリーマート」を設立してコンビニエンスストア事業にも参入していたが、2000年（平成12年）2月に株式を譲渡して「ファミリーマート」の完全子会社となった。

### バロー傘下入りとその後
ユースは黒字を確保しつつも、競争の激化から売上利益の横ばいが続き、後継者不足も抱えていた。
そのため、2005年（平成17年）4月に木瀬が保有していた全株式をバローに売却し、バローの傘下に入った。
木瀬は取締役相談役に退き、代わってバロー社長の田代正美が代表に就任した（木瀬は2006年8月10日に死去）。バローがユースを買収した理由は、北陸3県で唯一未出店の福井県に進出することで経営規模の拡大を狙ったからである。
その後はバローの「安さ挑戦」の戦略に基づいてバローのプライベートブランドが店頭に並ぶようになった他、ポイントカード（ユースカード、Vマートカード）サービスを縮小し2005年末でポイント付加を終了、2006年に入ってポイントの清算も終了した。また既存店舗の改装や不採算店舗の整理を進め、その後は積極的な出店姿勢を取っていた。
2013年（平成25年）10月1日に「バロー」に吸収合併されて消滅すると共に、「バロー」へ店名を変更し、「ユース」としての歴史に終止符を打った。

## 沿革
- 明治初期 - 福井市田原町に海産物問屋を開業[6]。
- 1919年 - 福井市日の出元町（現在のガレリア元町商店街）に支店開設（かゞみや分店の前身）[要出典]
- 1928年（昭和3年） - 福井駅前に木瀬ひろが「かゞみや」の屋号で福井県内の海産物や塩乾物などを扱う小売店を開店[6]。
- 1945年（昭和20年）[7] - 木瀬すてが日ノ出町商店街で「かゞみや分店」を開店[8]。（進物と日常食料品を販売[8]。）
- 1953年（昭和28年）
  - 8月[9] - 福井駅前の[8]元町に[9]進出して3階建てのビルを開設して[8]移転[9]。
  - 10月1日 - 「株式会社かゞみや」を設立して法人化[7]。初代社長に木瀬すてが就任し[9]、木瀬矩道が専務取締役に就任[9]。
- 1961年（昭和36年）8月11日[11] - セルフサービス方式を導入し[8]、「かゞみやフードセンター」として[8]スーパーマーケットを開店[7]。
- 1963年（昭和38年）9月4日[12] - 「ユース」1号店として「ユース北店」を開店[8]。
- 1967年（昭和42年）10月1日 - 株式会社ユース設立[2]。
- 1973年（昭和48年）  - モータリゼーションの進展を考慮して郊外型大型店の出店を開始[13]。
- 1976年（昭和51年） - 台所用品や実用衣料も販売する大型店「オレンジ」を出店を開始[13]。
- 1988年 - 滋賀県に初出店（ユース高月店→Vマート高月店→ユース高月店）
- 1990年（平成2年）3月 - 「ファミリーマート」や「西武北陸」と合弁で「北陸ファミリーマート」を設立してコンビニエンスストア事業に参入[14]。
- 1999年 - 石川県に初出店（Vマート大聖寺店→ユース）[要出典]
- 2000年（平成12年）2月 - 「北陸ファミリーマート」の株式を「ファミリーマート」に譲渡し、コンビニエンスストア事業から撤退[15]。
- 2005年（平成17年）4月 - 「バロー」が当社の全株式を取得して買収[5]。
- 2008年（平成20年） - 小浜店開店により福井県内全市への出店達成[要出典]
- 2013年（平成25年）10月1日 - 「バロー」に吸収合併されて消滅すると共に、「バロー」へ店名を変更[19]。

## 最後まで展開していた店舗
この節では吸収合併直前の店舗情報を記述する。

### ユース
- 福井県内 - 福井市に6店舗、越前市に3店舗、鯖江市に2店舗、坂井市に2店舗、敦賀市に2店舗、あわら市・永平寺町・大野市・勝山市・越前町・小浜市にそれぞれ1店舗。計21店舗。[要出典]
  - 松岡ラッキー店（永平寺町）と織田メルシ店（越前町）はショッピングセンターに入居。[要出典]

- ユース町屋店（福井市文京[1]、1986年（昭和61年）8月開店[1]）

売場面積888m2
- ユース森田店（福井市八重巻[1]、1972年（昭和47年）5月開店[1]）

売場面積531m22010年までは森田ショッピングセンターに入居していたが、森田ショッピングセンターの撤退により単独の店舗となった。2011年に森田ショッピングセンター跡地へ規模を拡大する形で新築再オープンした。
- （2代目）ユース新田塚店（福井市二の宮5-18-25[21][22]、1975年（昭和50年）9月18日開店[21]）

敷地面積約7,668m2、鉄骨造地上2階建て、延べ床面積6,988.23m2、店舗面積約5,294m2（当社店舗面積約1,541m2）、駐車台数約300台。
当社がデベロッパーとなって自動車教習所跡地に出店した地元主導型のショッピングセンター「新田塚ファミリープラザ」の核店舗として「やなぎや」（約1,848m2）と共に出店していた。2008年6月までは「ショッピングプラザエブリ」（旧・新田塚ファミリープラザ）に入居していたが、エブリの撤退により単独店舗となった。同時に建物は東レの倉庫が建っていた新規取得した隣接地へ新築移転し、ユースでは初のネイバーフッドショッピングセンターとなった。
- ユース豊岡店（福井市豊岡[1]、1979年（昭和54年）10月開店[1]）

売場面積968m2
- （2代目）ユースやしろ店（福井市湖町[1]、1988年（昭和63年）8月開店[1]）

売場面積880m2
- ユース東鯖江店（鯖江市東鯖江1-6-8[25]、1994年（平成6年）10月28日開店[26]）

売場面積412坪
- ユース織田店（丹生郡織田町[1]、1984年（昭和59年）3月開店[1]）

売場面積314m2
- ユース敦賀店（敦賀市市野々[1]、1977年（昭和52年）7月開店[1]）

売場面積1,234m2
- ユース春江店（坂井市春江町）バロー系ドラッグストア「V・Drug」を併設。[要出典]

- ユース丸岡店（坂井郡丸岡町[1]、1976年（昭和51年）10月開店[1]）

売場面積866m2
- ユース今立店（今立郡今立町[1]、1979年（昭和54年）6月開店[1]）

売場面積656m2
- 福井県外 - 滋賀県長浜市に2店舗。石川県加賀市に1店舗、小松市に2店舗。[要出典]
  - 串店（小松市）は2012年9月に閉店した東京ストアー串店の居抜き店舗。[要出典]

- ユース高月店（伊香郡高月町[1]、1980年（昭和55年）10月開店[1]）

売場面積447m2

### セリオガーデン
- ユースの高質スーパーマーケットブランド。福井市に2店舗、坂井市・越前市にそれぞれ1店舗。[要出典]
  - 第1号店は、2002年にユース国高店から業態変更を行ったセリオガーデン国高店。[要出典]

- 国高店（武生市国高町[1]、1980年（昭和55年）10月開店[1]）

売場面積1,731m2

## 合併以前に撤退した店舗
。
かつては衣料品店を併設した店舗や、地元を含む製パンメーカーのパン屋が入居した店舗もあった。

### スーパーマーケット

#### 福井市
- かゞみや進物店（福井市中央1-2-8[27]（旧・福井市元町603[28]）、1953年（昭和28年）開店[8]）

売場面積199m2
- ユース駅前店（福井市中央1-1-6[11]（旧・福井市元町414[28]）、1961年（昭和36年）8月11日開店[11]）

売場面積200m2
商品センターを併設していた。
- かゞみやデリカセンター（福井市中央1-2-4[30]（旧・福井市元町601[28]）、?開店）

売場面積56m2
- かゞみやベビーセンター（福井市中央1-3-3[31]、1966年（昭和41年）12月9日開店[31]）

売場面積198m2
- ユースKI店（福井市中央1-3-3[27]、1966年（昭和41年）9月開店[27]）

売場面積231m2
- ユース北店（福井市文京1-17-1[12][32]（旧・福井市町屋町8[30]）、1963年（昭和38年）9月4日開店[12][32]）

売場面積422m2
本部を併設。
- ユース上里店（福井市文京[1]、1981年（昭和56年）11月開店[1]）

売場面積277m2
- ユース東店（福井市城東1-14-1[33][34]、1964年（昭和39年）6月26日開店[33][34]）

売場面積297m2
- ユース栗森店（福井市栗森浜225[27]（旧・吉田郡森田町栗森浜225[29]）、1964年（昭和39年）10月開店[27]）

売場面積67m2
- ユース足羽店（福井市足羽1-26-16[33][32]、1967年（昭和42年）8月10日開店[33][32]）

売場面積432m2
- （初代）ユースやしろ店（福井市久喜津町60-13[12][34]、1968年（昭和43年）9月1日開店[12][34]）

売場面積276m2
- （初代）ユース新田塚店（福井市里別所町7-6[12][34]、1968年（昭和43年）9月15日開店[12][34]）

売場面積230m2
- ユース花月店（福井市花月3-6-15[12][32]、1969年（昭和44年）7月25日開店[12][32]）

売場面積561m2
- ユースまるせん店（福井市大手3-7-1繊協ビル3F[3]、1966年（昭和41年）11月10日開店[12][35]）

敷地面積約3,499m2、鉄骨鉄筋コンクリート造地下2階地上8階建て塔屋2階、延べ床面積約20,149m2、店舗面積約4,072m2（当社店舗面積約412m2 → 約348m2）、駐車台数約70台。
- ピアフードマート（福井市二の宮2-8-1[37]、1977年（昭和52年）11月23日開店[37]）

ショッピングタウンピア2階に出店した食品スーパー。
- ユース運動公園店（福井市運動公園[1]、1968年（昭和43年）9月開店[1]）

売場面積309m2
- ユース大宮店（福井市大宮[1]、1970年（昭和45年）7月開店[1]）

売場面積473m2
- ユースみゆき店（福井市御幸町[39]、1973年（昭和48年）11月開店[1]）

売場面積1,139m2
- - 2階に かゞみや みゆき店（旧店）を配した共同店舗。現在はバロー系ドラッグストア「V・Drug」。[要出典]

- ユース高木店（福井市高木町[1]、1980年（昭和55年）7月開店[1]）

売場面積262m2
- ユースみのり店（福井市みのり町[1]、1980年（昭和55年）7月開店[1]）

売場面積267m2
- ユース春日店（福井市一本木町[1]、1982年（昭和57年）9月開店[1]）

売場面積268m2

#### 福井市以外
- ユース鯖江店（鯖江市旭町1-6-10[12][32]、1969年（昭和44年）5月1日開店[12][32][40]）

延べ床面積722m2、売場面積490m2 → 506m2
- 有限会社エース神明店[39]（鯖江市三六町1-7-10[41]、1976年（昭和51年）11月12日開店[42]）

敷地面積9,137m2、鉄骨造り2階建て一部3階建て・延べ床面積7,771m2 → 12,599m2、店舗面積約5,384m2（エース神明店売場面積1,119m2）。駐車台数約200台。
1階に2階の福進チェーンと共に神明ショッピングセンター・アゼリヤの核店舗として出店していた。
- かゞみや武生進物店（武生市浪花町13-1[27]、1966年（昭和41年）4月23日開店[27]）

売場面積99m2
- かがみや武生広小路店（武生市幸町50[28]）

- ユース幸店（武生市幸町67[12][32]、1967年（昭和42年）12月1日開店[12][32]）

売場面積313m2
- （初代）ユース武生店（武生市浪花町13-1[12][32]、1962年（昭和37年）10月1日開店[12][32] - 2012年（平成24年）9月閉店[46]）

売場面積280m2 → 1,086m2
近隣に2012年（平成24年）10月18日に（2代目）武生店を開店した。
- ユース旭店（武生市あおば町[1]、1971年（昭和46年）12月開店[1]）

売場面積388m2
- ユース春江店（坂井市、1998年（平成10年）12月開店[47] - 2016年（平成28年）10月25日閉店[47]）

2016年（平成28年）11月11日に移設する形で「スーパーマーケットバロー春江店」が開店した。
- ユース日吉店（大野市日吉町[1]、1971年（昭和46年）9月開店[1]）

売場面積417m2
- （初代）ユース勝山店（勝山市昭和町[1]、1976年（昭和51年）10月開店[1]）

売場面積1,267m2
- ユース松岡店（吉田郡松岡町[1]、1980年（昭和55年）2月開店[1]）

売場面積737m2
- ユース九頭竜店（坂井郡丸岡町[1]、1981年（昭和56年）8月開店[1]）

売場面積219m2

#### 展開されていた店舗の屋号
- オレンジ - 台所用品や実用衣料も販売する大型店[13]。

敦賀店（敦賀市）・米松店（福井市米松2-21−18、1976年（昭和51年）7月開店、延べ床面積2,647m2、売場面積1,489m2）・勝山店（勝山市昭和町1-11-50、延べ床面積2,509m2、売場面積1,525m2）の3店舗。米松店は「セリオガーデン」、その他は「ユース」に業態変更。
- ライフ - ミニスーパー[13]。ライフコーポレーションとは無関係。[要出典]

コンビニエンスストアの2〜3倍程度の売場面積の地域密着型小規模店。福井市（旧清水町含む）内に数店舗、主に住宅街に店舗を構えていた。既存の「ユース」の営業縮小から「ライフ」へ業態変更した例もある（ライフまるせん店、ライフグリーンハイツ店など）。
ユース自身もファミリーマートの地域本部法人設立に参加していたため、関連企業同士で競合することとなり、「ユース」への業態変更と統廃合なども重なり撤退が続いた。最後に残ったみのり店（福井市）のみ「ユース」へ業態変更したが、これも2010年に撤退。
- Vマート - 安売り路線の大型スーパーマーケットブランド[要出典]

木崎店（敦賀市）・久喜津店（1997年（平成8年）3月開店）・高月店（滋賀県長浜市）・春江店（坂井市）・大聖寺店（石川県加賀市）の5店舗。いずれもバロー入り後「ユース」に業態変更。
- 有限会社ユーマート織田店 - 織田町（現・越前町）の織田ショッピングセンターメルシに入居。現在のユース織田メルシ店。[要出典]

### ショッピングセンター
- 新田塚ファミリープラザ → ショッピングプラザエブリ（福井市二の宮5-18-25[22][50]、1975年（昭和50年）9月開店[50][51]）

地上2階。敷地面積7,668m2、延べ床面積6,988.23m2、売場面積4,291m2（直営売場面積1,533m2）
当社がデベロッパーとなって自動車教習所跡地に出店した地元主導型のショッピングセンター。

### ホームセンター
- ハッピー·ホームセンター[52]

開発店（福井市）・鯖江店（鯖江市）・丸岡店（坂井市）の3店舗。本店は開発店。のちに丸岡店は安売り路線のスーパーマーケットに業態変更。

## かつての事業所
- 本部

福井市御園町8
福井市町屋町8
福井市文京1-18-30
- 集配送センター

福井市文京1-16-1
- 加工センター

福井市、1965年（昭和40年）9月開設
敷地面積約2,611m2、延べ床面積約977m2。
- 精肉・豆腐加工センター

福井市、1971年（昭和46年）3月開設
敷地面積約500m2、延べ床面積約500m2。
- 青果センター

福井市、1974年（昭和49年）10月開設
敷地面積約1,592m2、延べ床面積約606m2。

## 合併以前の関連会社
- かゞみや
  - かゞみや本店（廃業）
- 木瀬商事（福井市御園町8[56]、1962年（昭和37年）2月設立、資本金100万円[56]）

食料品販売・菓子販売・喫茶店経営